# 埃文基區
埃文基區（俄语：Эвенки́йский райо́н）是俄羅斯克拉斯諾亞爾斯克邊疆區的一個區，始建於2006年12月4日，面積763,200平方公里，2010年人口16,253，人口密度每平方公里0.02人。
埃文基區的前身是埃文基自治區。2006年12月4日，埃文基自治區被併入克拉斯諾亞斯克邊疆區，改制為現在的埃文基區。
著名的通古斯大爆炸發生在這裡。

## 外部鏈接
- http://www.evenkya.ru （页面存档备份，存于）